# Bernis
Bernis là một xã trong tỉnh Gard thuộc vùng Occitanie, phía nam nước Pháp. Xã Bernis nằm ở khu vực có độ cao trung bình 12 mét trên mực nước biển.